# Boris Dunsch
Boris Dunsch (* 10. Dezember 1970 in Kiel; † 23. November 2022 in Marburg) war ein deutscher Klassischer Philologe, Autor und Hochschullehrer.

## Leben und Werk
Boris Dunsch erforschte und lehrte griechische und römische Literatur von den Anfängen der Antike bis in die Neuzeit. Seine Schwerpunkte dabei waren unter anderem die Probleme der Textedition und Textkritik, Perspektiven der adäquaten Literaturinterpretation, die antike Nautik in ihrer literarischen Reflexion, antike Fachschriftstellerei, antike Exilliteratur sowie die neulateinische Literatur Norddeutschlands, vor allem die von Marcus Bernhardinus. Besonders am Herzen lag ihm die römische Komödie durch Plautus.
Er war Stipendiat der Studienstiftung des deutschen Volkes und wurde mehrfach für seine wissenschaftlichen Verdienste ausgezeichnet. Sein Engagement war auch in verschiedenen Forschungsverbünden und Fachinstitutionen, z. B. dem Centro Internazionale di Studi Plautini, dem Arbeitskreis für antike Naturwissenschaft und ihre Rezeption, dem International Advisory Board des ECSI, der deutschen Sektion der International Plutarch Society und vor allem auch dem Baltic Network sichtbar.

## Akademische Laufbahn
Boris Dunsch legte 1990 sein Abitur in Plön ab und studierte anschließend an der Christian-Albrechts-Universität zu Kiel und an der University of St. Andrews Griechische, Lateinische, Deutsche sowie Mittel- und Neulateinische Philologie. 2001 promovierte er in St. Andrews mit einem Wissenschaftlichen Kommentar zu Plautus’ „Mercator“. Außerdem war er Lehrbeauftragter an der University of St. Andrews und arbeitete auch als Assistant Master of Greek an der St Leonards School (St. Andrews).
Von 2001 bis 2007 war er Dozent für besondere Aufgaben und wissenschaftlicher Assistent an der Universität Greifswald, wurde anschließend 2007 Akademischer Rat am Seminar für Klassische Philologie der Philipps-Universität Marburg. Ab 2013 war er dort als Akademischer Oberrat am Seminar für Klassische Philologie der Philipps-Universität Marburg tätig.
Von 2008 bis 2012 hatte er eine Vertretungsprofessor für Latinistik inne und habilitierte 2017 in Klassischer Philologie an der Philipps-Universität Marburg
Von 2017 bis 2021 war er Privatdozent an der Philipps-Universität Marburg für Latinistik, 2021 wurde er zum außerordentlichen Professor ernannt.
Am 23. November 2022 verstarb er am plötzlichen Herztod.

## Veröffentlichungen (in Auswahl)
- Regere oder Movere?; Hermes 135 (3):314-333 (2007)
- In cothurnis prodit Aesopus: Phaedrus' literarische Selbstverteidigung (Fab. 4, 7); Millennium 7 (1):37-50 (2010)
- Arte rates reguntur: Nautical handbooks in antiquity?; Studies in History and Philosophy of Science Part A 43 (2):270-283 (2012)
- Herodots Quellen - Die Quellen Herodots (Classica et Orientalia, Band 6); Harrassowitz Verlag (2014), Boris Dunsch, Kai Rüffing (Hg.)
- Sortitus exitum facilem: Der Tod des Augustus bei Sueton; Philologus: Zeitschrift für Antike Literatur und ihre Rezeption 159 (2):327-364 (2015)
- Geschichte und Gegenwart. Beiträge zu Cornelius Nepos aus Fachwissenschaft, Fachdidaktik und Unterrichtspraxis. Mit einem Forschungsbericht und einer Arbeitsbibliographie. Wiesbaden 2015 (Philippika – Marburger altertumskundliche Abhandlungen; Bd. 91). Boris Dunsch & Felix M. Prokoph (Hg.)
- Der lateinische Prosarhythmus: Eine induktive Einführung im Lateinunterricht; In: Magnus Frisch, Metrik im altsprachlichen Unterricht (Ars Didactica - Marburger Beiträge zu Studium und Didaktik der Alten Sprachen; Bd. 4). Speyer: pp. 277-310 (2018)

## Filmografie
2021: Terra X - die Einzeldokus: Das Trojanische Pferd: Auf der Spur eines Mythos: selbst als Altphilologe
2021: The Mystery of the Trojan Horse (Fernsehfilm, Originaltitel: The Trojan Horse: On the Trail of a Myth): selbst als Classical Philologist